# In the North Woods
In the North Woods é um filme mudo norte-americano de 1912, do gênero drama, dirigido por D. W. Griffith e estrelado por Charles West.

## Elenco
- Charles West
- Claire McDowell
- Gladys Egan
- Elmer Booth